# Tugan Gannet
O Tugan LJW7 Gannet, também conhecido mais tarde como Wackett Gannet por causa do seu designer Lawrence Wackett, foi um pequeno avião bimotor construído pela Tugan Aircraft na Austrália na década de 1930. Foi a primeira aeronave projectada na Austrália a entrar em produção em série. Foi também a primeira aeronave projectada e construída na Austrália a ser requisitada com força pela Força Aérea Real Australiana.

## Design e desenvolvimento
O Gannet foi um monoplano de asa alta de design convencional, com dois motores montados nas asas. O trem era de configuração fixa com uma roda traseira e com unidades principais divididas à frente. As asas eram construídas em madeira e a fuselagem era construída em aço soldado coberto com tecido. O protótipo Gannet passou por testes de voo em outubro de 1935 e foi destruído num acidente logo depois. O piloto e os passageiros morreram no incêndio que se seguiu, mas, apesar disso, o Gannet entrou em produção em série.
O tipo foi operado pela Butler Air Transport entre Sydney e Broken Hill e pelo menos um voou com a Ansett Airways em 1943. Os Gannets da RAAF viram o serviço como aeronave de pesquisa entre 1935 e 1942, quando foram convertidos em ambulâncias aéreas para a recém-formada Unidade de Ambulância Aérea N.º 2. Os últimos Gannets da RAAF foram sucateados em 1946.